# Loðmundur
Beim Loðmundur handelt es sich um einen Lavadom im Hochland von Island. Der Berg (1429 m) gehört zum Zentralvulkan des Vulkansystems der Kerlingarfjöll unweit der Hochlandroute Kjalvegur .
Unter Bergsteigern und Naturfreunden gilt Loðmundur, der östlichste Gipfel im Gebirgszug, als der Eindrucksvollste. Der Berg ist von allen Seiten relativ steil.

## Vulkanismus
Lt. Ari Trausti Guðmundsson (2004) besteht er im unteren Teil aus Palagonit, in seinen obersten Teilen aus Basaltlaven. Neuere Forschungen von 2007 belegen jedoch, dass es sich bei dem Gestein, das die Basis des Berges ausmacht, um Rhyolith handelt.

## Bergsteigen
Man folgt dem Weg von den Hütten bei Ásgarð in Richtung Hveradalir. Oben am Sattel biegt man nach links ab und hält sich am besten am Rand der kleinen Gletscher. Von einem weiteren Sattel zwischen Loðmundur und dem benachbarten Gipfel Snótur aus folgt man einer Palagonitleiste nach oben. Jedoch kann man den Felsgürtel, der den Gipfel umgibt, nur an zwei oder drei Stellen überwinden.